# Litosermyle
Litosermyle is een geslacht van Phasmatodea uit de familie Diapheromeridae. De wetenschappelijke naam van dit geslacht is voor het eerst geldig gepubliceerd in 1919 door Hebard.

## Soorten
Het geslacht Litosermyle is monotypisch en omvat slechts de volgende soort:
- Litosermyle ocanae Hebard, 1919